# Десаи, Ибрагим
Ибрагим Десаи (16 января 1963 — 15 июля 2021) — известный южноафриканский муфтий индийского происхождения, также преподаёт фикх. Проживает в южноафриканском городе Дурбан. Десаи принадлежит сайт «Ask Imam» (задай вопрос имаму), на котором он отвечает на вопросы пользователей, публикуя фетвы. Ранее возглавлял Дар аль-Ифта в медресе Инамийя. Занимал там должность главного муфтия и главного лектора в области хадисов. Преподаёт в Дар уль-Улюм Нуманийя и медресе Хамидийя

## Биография
Выучив наизусть Коран, Десаи начал изучать исламские науки в Джамиа Исламиа, расположенном в городе Дабхел. Там он девять лет изучал ислам по программе «Дарс-и Низами», которая включала в себя изучение тафсира, усуль аль-тафсир, хадисов, усуль аль-хадис и усуль аль-фикх по канонам ханафитского мазхаба.
Завершив программу «Дарс-и Низами», Десаи два года проходил специализацию у шейха Ахмада Ханпури. В этот период он узнал как правильно издавать фетвы. После окончания специализации Десаи ещё год учился у муфтия Индии Махмуда аль-Хасана Гангохи.
В марте 2008 года совершил поездку в Гонконг, там читал лекции в «Islamic Kasim Tuet Memorial College».
Написал две книги, «Азы Хадисоведения» и «Введение в исламскую торговлю и коммерцию», помимо этого, был издан также сборник маджлисов Десаи.
Скончался 15 июля 2021 года.